# Kostenets
Kostenets (Bulgaars: Костенец) is een stad en gemeente in het zuidwesten van Bulgarije in de  oblast Sofia. Op 31 december 2018 telde de stad Kostenets 5.980 inwoners, terwijl de gemeente Kostenets samen met de stad Momin Prochod en 7 nabijgelegen dorpen, 11.218 inwoners had. De stad ligt aan de voet van het Rilagebergte, ongeveer 70 km ten zuidoosten van de hoofdstad  Sofia.

## Bezienswaardigheden
Het gunstige klimaat in combinatie met de unieke thermale mineraalwaterbronnen in de nabijheid van het resort Borovets en de nationale hoofdstad  Sofia in samenhang met de natuurlijke en historische bezienswaardigheden, maken Kostenets een geschikte bestemming voor toerisme, recreatie en sport.